# Behind the Green Door
Behind the Green Door és una pel·lícula pornogràfica estatunidenca de 1972, àmpliament considerada com una de les imatges "clàssiques" del gènere i una de les pel·lícules que van inaugurar l'Edat d'Or del Porno (1969-1984). Protagonitzada per Marilyn Chambers, que es va convertir en una celebritat va ser una de les primeres pel·lícules de hardcore estrenada àmpliament als Estats Units i el primer llargmetratge dirigit pels germans Mitchell. Va ser una adaptació d'un conte anònim del mateix títol, que es va difondre per mitjà de nombroses còpies en paper carbó. El títol de la història fa referència a una cançó d'èxit de 1956 "Green Door", la lletra de la qual descriu que se li va negar l'entrada a una discoteca amb una porta verda. Tot i que el focus principal de la pel·lícula, Chambers no té ni una paraula de diàleg a tota la pel·lícula. La pel·lícula és possiblement la primera pel·lícula hardcore heterosexual dels Estats Units que inclou una escena de sexe interracial.

## Argument
Gloria Saunders (Chambers), una adinerada socialite de San Francisco, és portada contra la seva voluntat a un club sexual d'elit de North Beach i estimada "com mai abans l'havien estimada". Allà té sexe lèsbic amb un grup de sis dones, totes vestides de negre, després de sortir amb un vestit blanc a l'escenari per la porta verda.
El públic silenciós, en gran part emmascarat, s'excita cada cop més a mesura que se li treu el vestit blanc i les dones l'acaricien, la besen i li fan cunnilingus. El seu primer sexe heterosexual és amb el boxejador afroamericà Johnnie Keyes, acompanyat d'una banda sonora funk. Durant 45 minuts, ell li fa més cunnilingus i després tenen relacions sexuals, mentre que la Gloria continua sent acariciada per les altres dones. Quan ella té un orgasme, el sexe s'atura i no es mostra que ell ejaculi.
Gloria llavors munta un trapezi suspès del sostre i després manté relacions vaginals amb un home mentre fa sexe oral amb un altre i se'n masturba a dos altres. El públic s'excita més i comença a tenir relacions sexuals entre ells en el que es converteix en una orgia. En una seqüència de tecles psicodèlica, es mostra una ejaculació amb semen volant per l'aire durant gairebé set minuts. La pel·lícula inclou diversos primers plans multicolors, impresos òpticament i a càmera lenta de money shots. Aquesta és l'única seqüència d'ejaculació de la pel·lícula. Aleshores, el narrador surt corrents del públic a l'escenari i s'enduu a Gloria per la porta verda. La pel·lícula acaba amb ell i la Gloria fent l'amor sols.

## Impacte
Algunss anys després de Blue Movie d'Andy Warhol el 1969, i juntament amb Deep Throat, també estrenada el 1972, Behind the Green Door va ajudar a llançar la " "Edat d'Or del Porno" (1969–1984), i, una mica més tard, el boom "porno chic". Juntament amb Deep Throat, va ser una de les primeres pel·lícules porno hardcore a arribar a una audiència massiva de sexe mixt. Abans de Behind the Green Door, la majoria de les 200 pel·lícules dels germans Mitchell només s'havien projectat al seu teatre O'Farrell. Feta amb un pressupost de 60.000 dòlars, va aconseguir una estrena en cinemes a tot el país que va guanyar més d'un milió de dòlars. La pel·lícula finalment va recaptar més de 50 milions de dòlars inclòs el seu llançament de vídeo, que estava controlat exclusivament pels Mitchell fora de la seva seu al Teatre O'Farrell, San Francisco. Va ser un dels majors èxits pornogràfics de taquilla de la dècada de 1970, juntament amb Deep Throat i The Devil in Miss Jones. Fins i tot es va projectar al Festival de Canes. Després del seu llançament figures del crim organitzat van utilitzar l'extorsió per intentar obtenir els drets de la pel·lícula.

### Marilyn Chambers
Chambers era relativament desconeguda en aquell moment; tanmateix, la pel·lícula la va convertir en una estrella. Immediatament abans de l'estrena de la pel·lícula, ella era la "nena del sabó Ivory", després d'haver modelat per a l'envàs de sabó i detergent Ivory Snow amb un nadó. La marca es va vendre sota el lema "99 i 44/100% pur". Els germans Mitchell van veure una oportunitat de publicitat, i van distribuir comunicats de premsa que descrivien Chambers com "99 i 44/100% impura". Després de l'estrena de la pel·lícula, la indústria de la publicitat es va escandalitzar, i Procter & Gamble va recordar tots els productes d'Ivory Snow i els materials publicitaris que la mostraven, augmentant sense voler l'exageració de la pel·lícula. Posteriorment, Procter & Gamble va demanar a totes les seves agències de publicitat que examinessin a fons els antecedents de qualsevol model femení emprat per a anuncis impresos o anuncis. Que la imatge de Chambers fos tan coneguda per Ivory Snow va augmentar la venda d'entrades de la pel·lícula, i va donar lloc a diverses bromes en programes de tertúlia de televisió.

## Recepció crítica
Després de la seva estrena, la pel·lícula va rebre algunes crítiques positives als mitjans de comunicació convencionals. Roger Ebert de The Chicago Sun-Times va donar una crítica negativa a la pel·lícula, i va escriure que, malgrat la bellesa de Chambers, la manca de desenvolupament del personatge de la pel·lícula i l'enfocament a "provar com n'era de bruta" eren les majors detraccions.
Segons l'escriptor Peter Michelson, hi ha "un corpus relativament reduït de pel·lícules pornogràfiques -per exemple, Deep Throat, The Devil in Miss Jones i Behind the Green Door- que tenen un interès artístic mínim però suficient per distingir-se de la resta del gènere", i la pel·lícula és "més ingeniosa que la majoria de pel·lícules porno". Va ser la segona pel·lícula a ser incorporada al Saló de la Fama de XRCO, després de Deep Throat.

## Problemes legals
La decisió de la Cort Suprema Miller v. California de 1973 va afectar negativament l'estrena general de pel·lícules porno, inclosa Behind the Green Door. La decisió de Miller va redefinir l'obscenitat d'alló "totalment sense valor socialment redemptor" a allò que no té "valor literari, artístic, polític o científic seriós" i va substituir els estàndards de la comunitat contemporània per estàndards nacionals, com ho requerien algunes proves prèvies. Miller va continuar sostenint que l'obscenitat no estava protegida per la Primera Esmena, cosa que donava marge de maniobra als jutges locals a segrestar i destruir impressions de pel·lícules considerades que violaven els estàndards de la comunitat local.
Quan Behind the Green Door fou projectada al comtat de Suffolk (Nova York) el 1973, fou processada amb èxit, com ho va ser a la ciutat de Nova York juntament amb la pel·lícula porno de 1973 The New Comers. A més de Nova York, Behind the Green Door va ser prohibida a Califòrnia, Colorado i Geòrgia.

## Seqüela
El 1986 els Mitchell van fer una seqüela d'aquesta pel·lícula, Behind the Green Door: the Sequel, dirigida per la cantant de cabaret Sharon McNight. La pel·lícula no va comptar amb intèrprets famosos i la va protagonitzar Elisa Florez que es va presentar com a Missy Manners. (Florez era la xicota d'Artie Mitchell en aquell moment i, segons es diu, ella li va exigir el paper). Va ser la primera pel·lícula porno amb temàtica de "sexe segur" i es va produir com a resposta al brot de la sida dels anys vuitanta a San Francisco. Per tant, tots els intèrprets hi utilitzaven preservatius, control de la natalitat i altres tipus de protecció.
Però Behind the Green Door: the Sequel va ser un desastre crític i comercial, i els Mitchell van perdre centenars de milers de dòlars. El Teatre O'Farrell conté una "Green Door Room" que porta el nom de les dues pel·lícules i va ser el conjunt principal de la seqüela.

## Remake
El 2012, la companyia de cinema per a adults Vivid va produir un remake/reimaginació titulat New Behind the Green Door. La pel·lícula actualitzada és protagonitzada per Brooklyn Lee com el personatge principal Hope, una jove rica que s'endinsa en un inframón desolador mentre fa un viatge eròtic per trobar la seva mare biològica. La pel·lícula també inclou imatges de l'original Behind the Green Door, ja que Hope descriu una fantasia sexual que recorda la trama de la pel·lícula de 1972. Altres membres del repartiment foren Dana DeArmond, Penny Pax, Bailey Blue, Steven St. Croix i James Deen, amb aparicions especials del membre del repartiment original Johnnie Keyes i la filla de l'estrella original Marilyn Chambers, McKenna Taylor.

## En la cultura popular
- La producció de la pel·lícula està dramatitzada a la pel·lícula del 2000 Rated X protagonitzada per Charlie Sheen i Emilio Estevez com els germans Artie i Jim Mitchell.[5]
- L'actor i productor Idris Elba va tenir problemes per anomenar la seva productora Green Door Productions (cosa que va fer perquè "M'agraden les portes i el verd és el meu color preferit") per la seva similitud amb el títol de la pel·lícula; la seqüència d'ejaculació de set minuts de la pel·lícula només el va fer desitjar més el nom, així que quan se li va preguntar per què li va posar així, va poder respondre: "Perquè va trigar molt a arribar".[26]